# Пелио Интелви
Пелио Интелви (итал. Pellio Intelvi) је насеље у Италији у округу Комо, региону Ломбардија.
Према процени из 2011. у насељу је живело 999 становника. Насеље се налази на надморској висини од 803 м.

## Становништво
Према резултатима пописа становништва 2011. у општини је живело 1.004 становника.
| 1931. | 1936. | 1951. | 1961. | 1971. | 1981. | 1991. | 2001. | 2011. |
| ----- | ----- | ----- | ----- | ----- | ----- | ----- | ----- | ----- |
| 893   | 797   | 796   | 762   | 786   | 731   | 695   | 871   | 1.004 |